# フルーテッドアーマー
フルーテッドアーマーまたは溝付甲冑（英語:fluted armour, IPA[ˈfluːtᵻd ˈɑːmə(r)], ドイツ語:Riefelharnisch）とは、16世紀初頭に開発された西洋の甲冑の一種。神聖ローマ皇帝マクシミリアン1世の命により開発されたことから、マクシミリアン式、マクシミリアン甲冑（Maximillian armour）ともいう。

## 概要
甲冑の重量を軽減するため、従来の甲冑より薄い鉄板を使用している。薄い鉄板の強度不足を補うため、表面に幾筋もの溝 (flute) 状の凹凸を打ち出し、それまで重さ40キログラムもあったものを18キログラムまで軽減した。

## ギャラリー

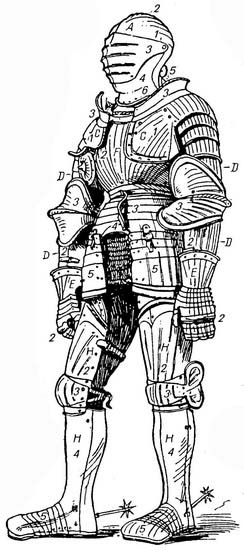
フルーテッドアーマー（左斜め前）
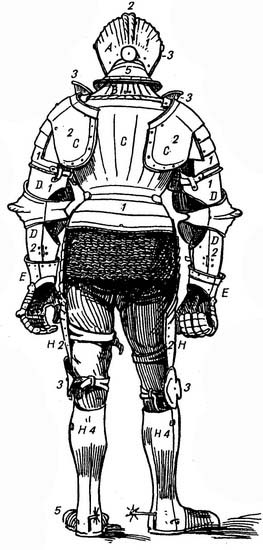
フルーテッドアーマー（後）
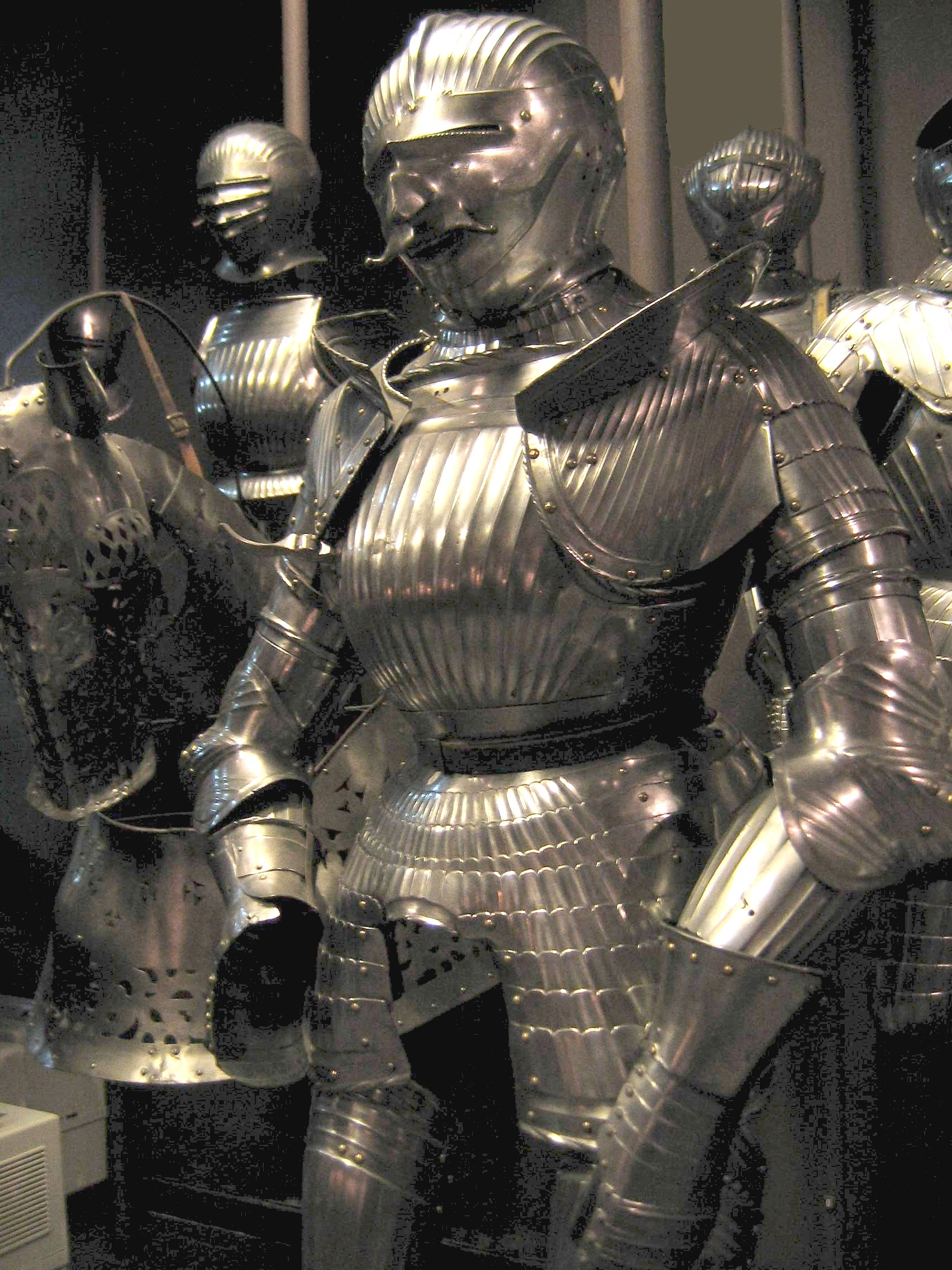
グロテスク・マスク付きのフルーテッドアーマー